# SとMの世界
『SとMの世界』（エスとエムのせかい）は、さいとうちほによる日本の漫画作品。『別冊あすか』（角川書店）にて連載された。単行本はあすかコミックスより全2巻発売。その後、小学館文庫にて合本が全1巻発売。

## ストーリー
修学旅行中、パリに向かう列車でクラスメイトの御堂に告白した女子高生・舞姫セカイ。その直後、脱線事故が起こり、目覚めるとそこは17世紀のフランスだった。助けてくれたのは、時間をジャンプできる人形「S」を持つソヴュールという名の美少年。太陽王ルイ14世や青髭公ジル・ド・レエ、ジャンヌ・ダルクなど歴史上の人物が交錯するなか、セカイは御堂に似た容姿の謎の男・マキャヴァリオから執拗に狙われることになる。

## 登場人物
ソヴュール
S（エス）
舞姫セカイ （まいひめ セカイ）
主人公。17歲の女子高生。御堂に惚れており、彼への告白をしようとするが、ひょんなことから17世紀のフランスへと迷い込んでしまう。
御堂（みどう）
セカイの片思い相手。
マキャヴァリオ
御堂に容姿がよく似た謎の男。

## 初出一覧
- 第1話 セカイと世界の始まり（『少女帝国』2001年8月号掲載）
- 第2話 青髭公の城（2002年CIEL4月号増刊『さいとうちほ 愛の世界』掲載）
- 第3話 青髭公の憂鬱（2003年月刊ASUKA2月号増刊『別冊あすか』Vol.1掲載）
- 第4話 青髭公の福音（2003年月刊ASUKA5月号増刊『別冊あすか』運命の愛特集号掲載）

## 書誌情報
角川書店
- 『SとMの世界』〈あすかコミックス〉、2002年11月16日第1刷発行、ISBN 4-04-924916-2
- 『SとMの世界 第2巻』 〈あすかコミックス〉、2003年7月17日第1刷発行、ISBN 4-04-924946-4
- 『SとMの世界2』〈単行本コミックス〉、2003年7月17日第1刷発行、ISBN 4-04-853655-9

小学館
- 『SとMの世界』〈小学館文庫〉、2014年11月15日発売、ISBN 978-4-09-191450-7